# Stanlio e Ollio/Una vecchia corriera chiamata "Harry Way"
Stanlio e Ollio/Una vecchia corriera chiamata "Harry Way" è un singolo del gruppo musicale La Famiglia degli Ortega.
Il secondo è tratto direttamente dall'omonimo album.

## I singoli

### Stanlio E Ollio
Il primo singolo è contenuto nell'undicesima edizione Un disco per l'estate 1974.

### Una vecchia corriera chiamata "Harry Way"
Il secondo singolo, estratto dall'omonimo album del gruppo, è una canzone che unisce il folk col country e la world music con il rock progressivo.